# 图坦卡蒙

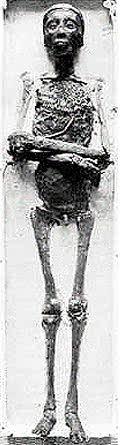
图坦卡蒙的木乃伊

（IPA: [təwaːt ʕaːnəx ʔaˈmaːn]，前1341年—前1323年）是古埃及新王国时期第十八王朝的一位法老（在位時期大約是公元前1332年－前1323年）。他原来的名字叫图坦卡吞，意思是“阿頓的形象”，后改为图坦卡蒙，意思是“阿蒙的形象”，這也说明了他的信仰从崇拜阿頓神转向崇拜阿蒙神。
父親阿肯那頓曾经进行过一次宗教改革，树立阿頓为主神，削减寺庙，减少崇拜的神，甚至逐漸走向一神教，以削弱傳統宗教祭司势力。图坦卡蒙即位3年后（前1331年），在多神教傳統宗教祭司的怂恿下，也可能是实际掌权者复辟，重新树立阿蒙神，恢复寺庙，并把首都迁回底比斯。

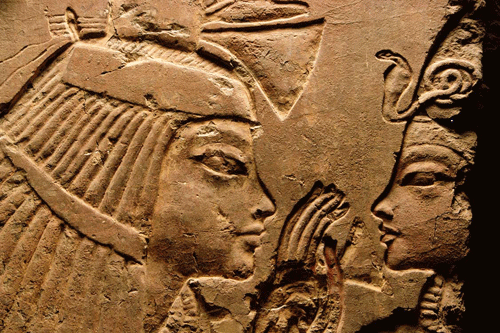
图坦卡蒙与奶妈玛雅 (古埃及护士)

根據近期研究，圖坦卡門死時年僅19歲，他的陵墓尚未準備完善。其大臣玛雅也为图坦卡蒙的陵墓里添加了一个巫沙布提俑。由於事發突然，墓中的陪葬品有許多疑似自某位女性死者的陵墓中置入，加上位置因素使得他的墓穴入口在其他工程中被掩埋。而由於他父親充滿爭議，以及图坦卡蒙早逝，他在後來的古埃及人口中很少被提及與記載，卻讓他變成最为现代人熟知的法老，因為這種種要素得以使他位于帝王谷的坟墓在三千年的时间内从未被盗，直到1922年才由英国人霍华德·卡特发现，挖掘出近五千件陪葬品，其大量珍寶，震驚了西方世界。由于有几个最早进入坟墓的人早死，被媒体大肆渲染成“法老的诅咒”，图坦卡蒙的名字在西方更为家喻户晓。对于这种“诅咒”，有一解释是陵墓長期密封，滋生了不少細菌，致使最初進入的人員因此患病。
在圖坦卡門的墳墓牆壁上刻著這麼一句話：「我看見了昨天；我知道明天。」（I have seen yesterday, I know tomorrow）。

## 親屬
據最近的研究指出图坦卡蒙的父親應是阿肯那頓，母親則是墓室中年輕的女性木乃伊年輕女士，而較年長的則是他的祖母泰雅，年輕女性木乃伊則透過DNA證明是阿肯那頓的姐妹，也就是說她既是图坦卡蒙的姑姑也是母親，她在圖坦卡門幼年就去世。图坦卡门由泰雅抚养长大，并将自己的孫女安赫塞娜蒙许配给图坦卡蒙。

## 家庭
圖坦卡門與阿肯那頓和娜芙蒂蒂生的第三個女儿─安克姍海娜曼，也就是自己的異母姊姊结婚（在古埃及王室，近親通婚是十分普遍而正常的現象），雖然是異母姊弟，但是兩人卻是彼此深愛著對方，感情很好，婚姻也很幸福，他們有過兩個孩子，唯一美中不足的是圖坦卡門的兩個小孩都有先天性不足，死去时仅仅兩個月和八個月大；且安克姍海娜曼難產，两个女儿死亡原因是早产或死产。

### 先祖
|  |  |  |  |  |  | 阿蒙霍特普二世 | 阿蒙霍特普二世 | 阿蒙霍特普二世 | 阿蒙霍特普二世 | 阿蒙霍特普二世 | 阿蒙霍特普二世 |              |              | 提奥           | 提奥           | 提奥           | 提奥           | 提奥           | 提奥           |            |            |            |            |  |  |  |  |          |  |  |  |  |  |  |  |  |  |          |          |          |          |          |          |      |      |      |      |      |      |      |      |
|  |  |  |  |  |  | 阿蒙霍特普二世 | 阿蒙霍特普二世 | 阿蒙霍特普二世 | 阿蒙霍特普二世 | 阿蒙霍特普二世 | 阿蒙霍特普二世 |              |              | 提奥           | 提奥           | 提奥           | 提奥           | 提奥           | 提奥           |            |            |            |            |  |  |  |  |          |  |  |  |  |  |  |  |  |  |          |          |          |          |          |          |      |      |      |      |      |      |      |      |
|  |  |  |  |  |  |                |                |                |                |                |                |              |              |                |                |                |                |                |                |            |            |            |            |  |  |  |  |          |  |  |  |  |  |  |  |  |  |          |          |          |          |          |          |      |      |      |      |      |      |      |      |
|  |  |  |  |  |  |                |                |                |                |                |                |              |              |                |                |                |                |                |                |            |            |            |            |  |  |  |  |          |  |  |  |  |  |  |  |  |  |          |          |          |          |          |          |      |      |      |      |      |      |      |      |
|  |  |  |  |  |  |                |                |                |                | 图特摩斯四世   | 图特摩斯四世   | 图特摩斯四世 | 图特摩斯四世 | 图特摩斯四世   | 图特摩斯四世   |                |                | 穆特姆维娅     | 穆特姆维娅     | 穆特姆维娅 | 穆特姆维娅 | 穆特姆维娅 | 穆特姆维娅 |  |  |  |  |          |  |  |  |  |  |  |  |  |  | 尤亚     | 尤亚     | 尤亚     | 尤亚     | 尤亚     | 尤亚     |      |      | 图玉 | 图玉 | 图玉 | 图玉 | 图玉 | 图玉 |
|  |  |  |  |  |  |                |                |                |                | 图特摩斯四世   | 图特摩斯四世   | 图特摩斯四世 | 图特摩斯四世 | 图特摩斯四世   | 图特摩斯四世   |                |                | 穆特姆维娅     | 穆特姆维娅     | 穆特姆维娅 | 穆特姆维娅 | 穆特姆维娅 | 穆特姆维娅 |  |  |  |  |          |  |  |  |  |  |  |  |  |  | 尤亚     | 尤亚     | 尤亚     | 尤亚     | 尤亚     | 尤亚     |      |      | 图玉 | 图玉 | 图玉 | 图玉 | 图玉 | 图玉 |
|  |  |  |  |  |  |                |                |                |                |                |                |              |              |                |                |                |                |                |                |            |            |            |            |  |  |  |  |          |  |  |  |  |  |  |  |  |  |          |          |          |          |          |          |      |      |      |      |      |      |      |      |
|  |  |  |  |  |  |                |                |                |                |                |                |              |              | 阿蒙霍特普三世 | 阿蒙霍特普三世 | 阿蒙霍特普三世 | 阿蒙霍特普三世 | 阿蒙霍特普三世 | 阿蒙霍特普三世 |            |            |            |            |  |  |  |  |          |  |  |  |  |  |  |  |  |  |          |          |          |          | 泰伊     | 泰伊     | 泰伊 | 泰伊 | 泰伊 | 泰伊 |      |      |      |      |
|  |  |  |  |  |  |                |                |                |                |                |                |              |              | 阿蒙霍特普三世 | 阿蒙霍特普三世 | 阿蒙霍特普三世 | 阿蒙霍特普三世 | 阿蒙霍特普三世 | 阿蒙霍特普三世 |            |            |            |            |  |  |  |  |          |  |  |  |  |  |  |  |  |  |          |          |          |          | 泰伊     | 泰伊     | 泰伊 | 泰伊 | 泰伊 | 泰伊 |      |      |      |      |
|  |  |  |  |  |  |                |                |                |                |                |                |              |              |                |                |                |                |                |                |            |            |            |            |  |  |  |  |          |  |  |  |  |  |  |  |  |  |          |          |          |          |          |          |      |      |      |      |      |      |      |      |
|  |  |  |  |  |  |                |                |                |                |                |                |              |              |                |                |                |                |                |                |            |            |            |            |  |  |  |  |          |  |  |  |  |  |  |  |  |  |          |          |          |          |          |          |      |      |      |      |      |      |      |      |
|  |  |  |  |  |  |                |                |                |                |                |                |              |              |                |                |                |                | 阿肯那顿       | 阿肯那顿       | 阿肯那顿   | 阿肯那顿   | 阿肯那顿   | 阿肯那顿   |  |  |  |  |          |  |  |  |  |  |  |  |  |  | 年轻女士 | 年轻女士 | 年轻女士 | 年轻女士 | 年轻女士 | 年轻女士 |      |      |      |      |      |      |      |      |
|  |  |  |  |  |  |                |                |                |                |                |                |              |              |                |                |                |                | 阿肯那顿       | 阿肯那顿       | 阿肯那顿   | 阿肯那顿   | 阿肯那顿   | 阿肯那顿   |  |  |  |  |          |  |  |  |  |  |  |  |  |  | 年轻女士 | 年轻女士 | 年轻女士 | 年轻女士 | 年轻女士 | 年轻女士 |      |      |      |      |      |      |      |      |
|  |  |  |  |  |  |                |                |                |                |                |                |              |              |                |                |                |                |                |                |            |            |            |            |  |  |  |  | 图坦卡蒙 |  |  |  |  |  |  |  |  |  |          |          |          |          |          |          |      |      |      |      |      |      |      |      |

## 特色

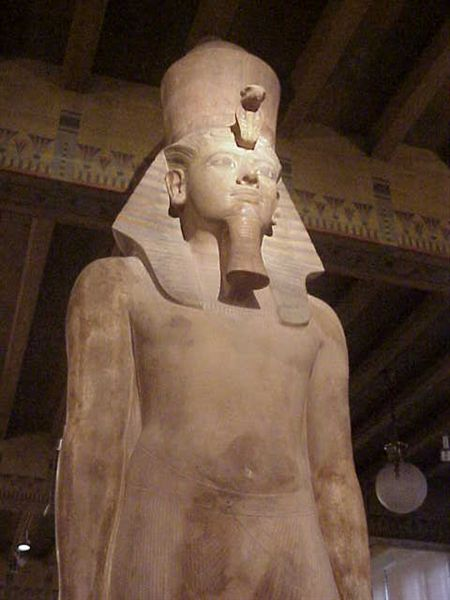
图坦卡門雕

圖坦卡門出生即被視為法老接班人，當他順利成為法老後，在位掌權則約十年。從歷史上看，圖坦卡門與其他法老有相當不同。首先，他结束了阿肯那頓提出的激進宗教革新；另外，他的墓穴是現今被發現的古埃及皇家陵墓中保存最完整的。他擁有黃金假面。他英年早逝的經歷也吸引了歷史學家、文学家、戏剧家的注意。
圖坦卡門是世界上最著名的法老，主要是因為他的墓保存完好，並持續进行相關文物展出。正如喬恩懷特寫過：「圖坦卡門的被發現，讓『法老王』從埃及國王成為最負盛名。」
圖坦卡門陵墓的發現，是1920年代的重要新聞。此后圖坦卡門從古埃及的一位法老躍為一個現代化新詞以及普遍流行文化。較有名的例子有美國作曲家Harry Von Tilzer在1923年創作的流行歌曲「老圖坦卡門」，當時著名藝術家瓊斯野兔（Jones and Hare）和蘇菲·塔克（Sophie Tucker）都曾翻唱此曲。「老圖坦卡門」其後更成為產品名稱、企業商標，甚至美國總統胡佛都以此命名自己的愛犬。

### 健康和外貌
图坦卡蒙的身材属于矮瘦，并约有157厘米（5英尺6寸）高。他有着图特摩斯家族独有的大门齿和覆牙面。在2007年9月至2009年10月间，不同的木乃伊在图坦卡蒙网家族计划中进行详细的人类学，放射学和遗传学研究。研究表明法老也曾有“轻微的唇颚裂”并且可能有不严重的脊椎侧弯。在法老的身体检测中也发现他的左脚因骨组织坏死而变形。这些病痛可能迫使图坦卡蒙使用拐杖行走，而在他的墓室里发现了很多拐杖。在木乃伊的DNA检测中，科学家发现了蚊子传播寄生虫导致的疟疾DNA。这是疾病目前已知最古老的遗传证据。还发现了不止一个疟原虫的突变，这表明图坦卡蒙患有多种疟疾感染。根据国家地理报道，“疟疾会减弱图坦卡蒙的免疫系统，并影响脚伤的愈合。年轻的国王可能因这些因素（包括2005年科学家发现的左大腿骨骼断裂）而死亡。”

### 世系
有一支团队于2008年对图坦卡蒙及其家族的木乃伊进行DNA检测。DNA样本结果终于平息了法老家族的谜团，这证明了法老的父亲是阿肯那顿，而母亲并非父亲已知的任何一位妻子。他的母亲是父亲五个姐妹中一个，但仍然身份未明。团队证明了阿蒙霍特普四世99.99%为帝王谷55号墓木乃伊（即图坦卡門的父亲）的父亲。法老母亲的木乃伊是年轻女士（KV35YL），她的木乃伊与泰伊的木乃伊被放在35号墓（阿蒙霍特普二世的墓室）侧室。DNA证明年轻女士也是阿蒙霍特普三世与泰伊的女儿；因此，图坦卡蒙的父母是兄弟姐妹。泰伊在丈夫死后影响了她儿子的统治并成为他的顾问。一些遗传学家对这些研究结果有疑议，认为其“团队使用不恰当的分析技术”。
虽然数据仍然不完整，但研究显示在法老墓室中的一个胎儿是法老的女儿，另外一个也可能是法老的孩子。到目前为止，21号墓室两具女性木乃伊的基因只获得了一部分。其中一具木乃伊，KV21A可能是胎儿的母亲；也就是说她可能是安赫塞娜蒙。根据历史得知，她是阿肯那顿与娜芙蒂蒂的女儿，并是图坦卡蒙的异母姐。
在2014年进一步的尸检和遗传学证据确认了2010年的调查结果，图坦卡蒙是兄弟姐妹通婚的产兒。

### 死亡
目前没有关于图坦卡蒙最后日子的记载。图坦卡蒙死亡的真实原因也是当下众多研讨的话题。主要的研究成果也在致力於找到死亡原因。有些由哈佛大学微生物学家Ralph Mitchell提出的证据显示法老的墓葬可能被匆匆地处理。Mitchell的报告提到在图坦卡蒙墓室墙壁出现的黑褐色斑点可能是在还未干之前，法老遗体就被埋葬了。
考古學界對他的死因有多種推論，因为暗殺、被人毒死、得痲瘋病死掉或是被蛇咬死的。但據埃及考古學家最新研究，图坦卡門自小足部有問題（有可能是近親通婚造成的先天畸形問題），也因此經常需要拐杖走路，事實上在描繪他的生活的壁畫裡，有不少出現他拄著拐杖的畫面，這極不尋常，而後出土的遺物中有大量的拐杖，且均有使用過的跡象，從而佐證此一推測，因为一次意外跌傷腳，再感染了瘧疾死亡，英年早逝，年僅18歲。
也有研究人員說，三千三百多年前死掉的埃及法老圖坦卡門應該是被高速戰車軋死的。最近，埃及探險學會理事長「諾頓」看了卡特沒公佈過的筆記，同時檢視了四十多年前共五十張的圖坦卡門X光片。諾頓說，圖坦卡門的屍體相當不整，頭跟身體是分開的，有一根肋骨斷了，胸骨和心臟也都沒了。諾頓說，經過驗屍人員檢驗，證明他的死因是遭一個很窄的戰車輪子重重的輾過身體。
虽然有推测说法老是被谋杀的，但其死因一致被认为是意外身亡。CT扫描显示图坦卡蒙在死前患有复合左腿骨折，并导致腿部受感染。2010年的DNA分析显示他体内存在疟原虫，导致疟疾和科勒病病发身亡。2012年9月14日ABC新闻呈现了由讲师兼外科医生Hutan Ashrafian研究的有关图坦卡蒙死因的进一步理论，这位医生相信颞叶性癫痫导致导致法老跌倒并摔断了腿。
2010年6月，德国科学家提出他们相信法老是因镰刀型红血球疾病而死，然而其他专家基于法老超过年龄5岁及缺血性坏死的位置，因此否决了纯合子镰刀型红血球疾病的理论，因为这是弗赖贝格 - 科勒综合症的病征。有考古学家、放射科医生和遗传学家在2005年进行CT扫描研究，发现法老不是像之前所认为的头部遭到一击而死。通过新的扫描图像发现，法老患有因乱伦的先天缺陷。同胞更容易传递有害基因的双胞胎份，这就是为什么乱伦生出的孩子更普遍有明显的遗传缺陷。有人怀疑他也有部分腭裂，另一种先天性缺陷。
用来作为法老早死原因的其他各种疾病，包括了马凡氏综合征、威尔逊-特纳X染色体连锁精神发育迟滞综合征、弗罗利希综合症（营养不良）、克氏综合征、雄激素不敏感综合症、和芳香过多症结合的矢状颅缝早闭综合症，以及安特利－比克斯勒症候群或者其变种病——颞叶性癫痫。
一个由来自开罗大学医学院的Ashraf Selim和Sahar Saleem领导，以及从国家研究中心调来的埃及科学家Yehia Gad和Somaia Ismail进行了进一步的CT扫描。同时该小组也请了三位国际专家作为咨询：来自的蒂宾根大学的Carsten Pusch；来自意大利欧洲科学院的Albert Zink；以及来自博尔扎诺中央医院的Paul Gostner。基于DNA指纹分析与其他技术相结合的STR分析已经否决了男性乳房发育症和颅缝早闭（例如，安特利 - 比克斯勒症候群），或马凡氏综合征的假设，但这可作为法老家族的的明显积累畸形。一些病症，包括科勒病已被诊断出。对于STEVOR、AMA1，或特定的恶性疟原虫MSP1基因的检测透露包括图坦卡蒙在内的四具木乃伊都有疟疾迹象。然而对于法老的确切死因仍有高度争议。
如上文所述，团队通过DNA证明了法老在短暂的一生中感染了多次最严重的疟疾。疟疾可以触发循环休克或造成身体的一个致命的免疫应答，任何情况下都能致死。若图坦卡蒙受到致残的骨骼疾病，那它可能不会致死。参与研究的考古学家兼埃及古物最高委员会秘书长札希·哈瓦斯写到：“他可能一直对抗着先天缺陷，直到疟疾病发或是在事故中严重折断一条腿而导致增加了一个疾病应变，让他的身体可能无法再承受负荷了”
最新的医学调查结果审查发现图坦卡蒙患有轻微脊柱后侧凸、右脚扁平和趾骨缺少、左脚第二根脚趾和第三跖骨骨坏死、疟疾，以及在死前右膝盖复合骨折。
2013年后期，埃及学家Chris Naunton医生与来自克兰菲尔德学院的科学家进行了对于图坦卡蒙的“虚拟尸检”，揭示出了法老身体一侧的伤口形状。汽车事故调查者利用电脑模拟出战车事故。Naunton断定图坦卡蒙死于战车事故。战车砸入了他的膝盖，捣碎了他的肋骨和骨盆。Naunton也引用了霍华德·卡特对法老尸体燃烧的记录。Naunton与人类学家Robert Connolly博士及法医考古学家Matthew Ponting博士做出了法老遗体被密封在棺材曾燃烧过的证据。防腐油、氧气及亚麻布产生了化学反应，导致里面温度提升超过200度。Naunton说：“炭化的可能性在一具防腐拙劣的木乃伊埋葬后不久導致自发地燃烧，是完全出乎意料的”。
2014年的进一步的调查显示法老似乎不是死于战车事故。扫描发现其中一处骨折，包括头骨处，是在死后所造成的。扫描还显示出他还有着内翻足且无法自行站立，这意味着他不可能会骑在马车上；这也解释为什么在他的陵墓里发现了这么多拐杖。相反，这被认为与遗传缺陷有关，他的父母是亲兄弟姐妹，从断腿到疟疾并发症，都是导致他死亡的原因。

### 后续

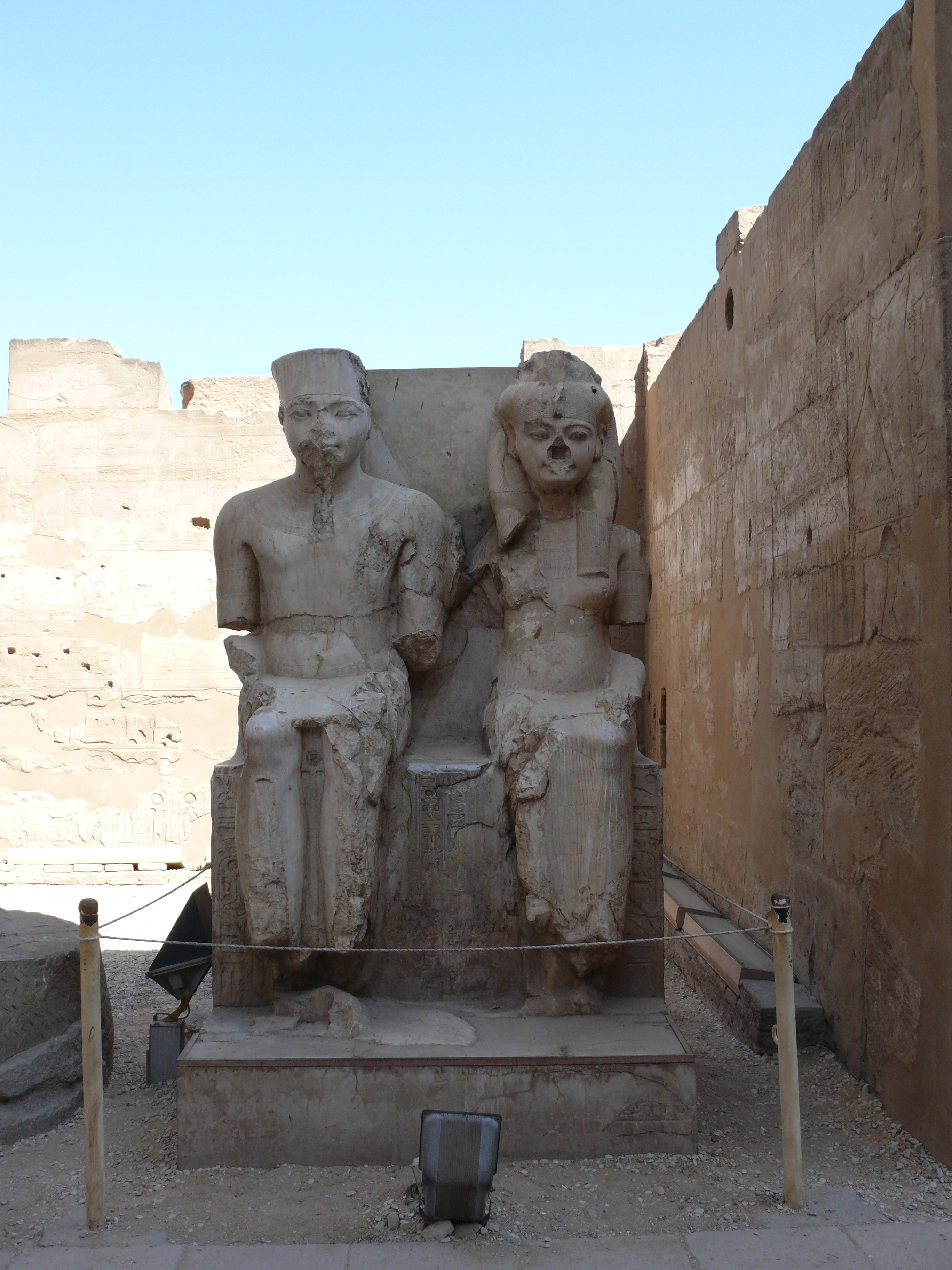
位于卢克索的图坦卡蒙与其妻的雕像，这个雕像“除忆诅咒”活动时遭到毁坏

随着图坦卡蒙和其两个早夭女儿的死去，这也意味着图特摩斯家族已经绝嗣。阿玛纳信件表明图坦卡蒙的遗孀曾写信给赫梯国王苏庇路里乌玛一世，要求他让其中一个儿子嫁给她。信件中没写明图坦卡蒙是因何而死。信件中，安赫塞那蒙说明她很害怕，不愿嫁给下人。然而赫梯王子还没娶到安赫塞那蒙就被杀死了。不久之后，阿伊娶了安赫塞那蒙，并对战赫梯，结果埃及战败。安赫塞那蒙后来的命运不得而知，但她的紀錄在阿伊的原配铁伊成为大王妻后就消失了。阿伊死后，霍朗赫布篡夺了王位并对阿伊策动了除忆诅咒。图坦卡蒙的父亲阿肯那顿、继母娜芙蒂蒂、妻子安赫塞那蒙、异母姐姐及其他家族成员也身受其中。就连图坦卡蒙本人的画像和漩涡装饰也被去除。最后霍朗赫布无嗣而终，并传位于后来建立第十九王朝的普拉美斯。

## 陵墓

### 陨石匕首
2016年6月，报告提到了关于与图坦卡蒙陪葬的匕首是由铁陨石制成，这个陨石与一个陨石有着类似比例金属（铁，镍和钴），这颗陨石发现于哈里杰绿洲附近并以此命名。匕首的金属据推测是来自于同一流星雨的陨石。

## 娜芙娜芙鲁阿顿陪葬品的重用
根据Nicholas Reeves的说法，图坦卡蒙大约80%的陪葬品都源自娜芙娜芙鲁阿顿的陪葬品，其中包括了他著名的木乃伊面具、中棺盖、卡诺匹斯罐、几个镀金神龛面板、巫沙布提俑、藏宝箱子、皇室珠宝等等。Reeves于2015年公布显示法老著名黄金面具的写着“安赫何鲁·梅里-娜芙何鲁”（阿肯那顿亲爱的安赫何鲁）的较早涡卷装饰的证据；因此，黄金面具原本是给娜芙蒂蒂所用，娜芙蒂蒂是阿肯那顿的大王妻，她可能在丈夫死后继承皇位并使用“安赫何鲁”这个王室名字。
这种发现意味着，娜芙娜芙鲁阿顿（可能是娜芙蒂蒂）可能在权力斗争被废黜，她可能被剥夺了王室墓葬资格（依照王后的墓葬方式），或者她可能使用了另外的法老陪葬品，再或者可能图坦卡蒙即位后让娜芙娜芙鲁阿顿使用阿肯那顿的陪葬品。根据娜芙娜芙鲁阿顿的陪葬品在法老墓穴的情况来看，图坦卡蒙从娜芙娜芙鲁阿顿那里继承了王位。

## 其他
- 1927年6月，林獻堂環球旅行時抵達開羅，目睹圖坦阿蒙的木乃伊及純金棺材，看到木乃伊「面目如故並無朽爛」，然而卻沒有頭髮。林獻堂詢問原因，說明的人指出是這因為煩惱摩西憂慮過度而禿頭，而林獻堂根據自己的觀察持保留態度。[40][41]